# 7.º Exército (Alemanha)
O 7º Exército foi formado em 25 de Agosto de 1939 em Stuttgart.
Após a sua formação, participou da Invasão da França em 1940, durante esta campanha, cruzou o rio Rhine e capturou Colmar, Mulhouse, e Strasbourg, o 7º Exército permaneceu no local ocupado defendendo a Normandia e Brittany.
Viu o desembarque dos Aliados na Normandia em Junho de 1944 e foi gravemente danificado no Bolsão de Falaise em Agosto de 1944. Participou na Ofensiva de Ardennes em Dezembro de 1944 e antes de recuar para a Bélgica, lutou na área de Trier antes de atravessar de volta o rio Rhine.
Forçada à para a Tchecoslováquia, o 7º Exército se rendeu às forças norte-americanas em 8 de Maio de 1945.

## Comandantes
| Comandante                                       | Data                                                                     |
| ------------------------------------------------ | ------------------------------------------------------------------------ |
| Generaloberst Friedrich Dollmann                 | (24 de Agosto de 1939 - 28 de Junho de 1944) (faleceu/ataque do coração) |
| SS-Oberstgruppenführer Paul Hausser              | (28 de Junho de 1944 - 21 de Agosto de 1944) (WIA)                       |
| General der Panzertruppe Hans Freiherr von Funck | (21 de Agosto de 1944 - 22 de Agosto de 1944)                            |
| General der Panzertruppe Heinrich Eberbach       | (22 de Agosto de 1944 - 31 de Agosto de 1944) (POW)                      |
| General der Panzertruppe Erich Brandenberger     | (31 de Agosto de 1944 - 20 de Fevereiro de 1945)                         |
| General der Infanterie Hans-Gustav Felber        | (22 de Fevereiro de 1945 - 25 de Março de 1945)                          |
| General der Infanterie Hans von Obstfelder       | (25 de Março de 1945 - 8 de Maio de 1945)                                |

## Chiefs of Staff
- Generalleutnant Walther Fischer von Weikersthal (26 de Agosto de 1939 - 25 de Novembro de 1940)[2]
- Generalmajor Werner Richter (25 de Novembro de 1940 - 9 de Julho de 1942)
- Generalmajor Friedrich Sixt (9 de Julho de 1942 - 7 de Março de 1943)
- Generalmajor Henning von Thadden (7 de Março de 1943 - 1 de Junho de 1943)
- Generalmajor Max Pemsel (1 de Junho de 1943 - Abril 1944)
- Oberst Horst Kraehe (Abril 1944 - Maio 1944)
- Generalmajor Max Pemsel (Maio 1944 - 28 de Julho de 1944)
- Generalmajor Rudolf-Christoph Freiherr von Gersdorff (28 de Julho de 1944 - 8 de Maio de 1945)

## Oficiais de Operações
- Oberst Anton Dostler (24 de Agosto de 1939 - 25 de Outubro de 1939)[2]
- Oberstleutnant Emil Schniewind (25 de Outubro de 1940 - 20 de Junho de 1940)
- Oberst Siegfried Rasp (20 de Junho de 1940 - 24 de Abril de 1942)
- Oberst Otto-Hermann Brücker (24 de Abril de 1942 - 12 de Dezembro de 1942)
- Oberst Erich Helmdach (12 de Dezembro de 1942 - 1 de Setembro de 1944)
- Oberstleutnant Werner Voigt-Ruscheweyh (1 de Setembro de 1944 - 21 de Fevereiro de 1945) (KIA)
- Major Hans-Joachim Hierche (22 de Fevereiro de 1945 - 25 de Fevereiro de 1945)
- Oberstleutnant Karl Redmer (25 de Fevereiro de 1945 - 19 de Abril de 1945)
- Oberstleutnant Max Frenzel (20 de Abril de 1945 - 8 de Maio de 1945)

## Área de Operações
- Frente Ocidental  (Agosto 1939 - Maio 1945)[2]

## Ordem de Batalha
1 de Setembro de 1939
- À disposição do 7º Exército
- 78ª Divisão de Infantaria
- 212ª Divisão de Infantaria
- 215ª Divisão de Infantaria
- Generalkommando der Grenztruppen Oberrhein
- 35ª Divisão de Infantaria
- 5ª Divisão de Infantaria
- 14. Landwehr-Division
- SS-Infanterie-Regiment “Der Führer”

8 de Junho de 1940
- XXVII Corpo de Exército (À disposição do 7º Exército)
- 213ª Divisão de Infantaria
- 218ª Divisão de Infantaria
- 221ª Divisão de Infantaria
- 239ª Divisão de Infantaria
- XXV Corpo de Exército
- 557ª Divisão de Infantaria
- 555ª Divisão de Infantaria
- Höheres Kommando z.b.V. XXXIII
- 554ª Divisão de Infantaria
- 558ª Divisão de Infantaria

15 de Novembro de 1942
- À disposição do 7º Exército
- 257ª Divisão de Infantaria
- LXXXIV Corpo de Exército
- 379ª Divisão de Infantaria
- 320ª Divisão de Infantaria
- 716ª Divisão de Infantaria
- 165ª Divisão de Reserva
- XXV Corpo de Exército
- 709ª Divisão de Infantaria
- 17ª Divisão de Infantaria
- 182ª Divisão de Infantaria
- 333ª Divisão de Infantaria
- 343ª Divisão de Infantaria (em transição)
- 346ª Divisão de Infantaria

15 de Maio de 1944
- À disposição do 7º Exército
- II. Fallschirm-Korps
- 2. Fallschirmjäger-Division (most)
- 3. Fallschirmjäger-Division
- 5. Fallschirmjäger-Division
- 91. (LL) Infanterie-Division
- LXXXIV Corpo de Exército
- 716ª Divisão de Infantaria
- 352ª Divisão de Infantaria
- 709ª Divisão de Infantaria
- 243ª Divisão de Infantaria
- 319ª Divisão de Infantaria
- 2. Fallschirmjäger-Division (parte)
- XXV Corpo de Exército
- 343ª Divisão de Infantaria
- 265ª Divisão de Infantaria
- 275ª Divisão de Infantaria
- 353ª Divisão de Infantaria
- LXXIV Corpo de Exército
- 77ª Divisão de Infantaria
- 266ª Divisão de Infantaria

15 de Junho de 1944
- À disposição do 7º Exército
- XXXXVII Corpo Panzer
- 5. Fallschirmjäger-Division
- 17. SS-Panzergrenadier-Division “Götz von Berlichingen”
- I. SS-Panzerkorps
- 265ª Divisão Panzer
- 12. SS-Panzer-Division “Hitler Jugend”
- Panzer-Lehr-Division
- 716ª Divisão de Infantaria
- LXXXIV Corpo de Exército
- 319ª Divisão de Infantaria
- II. Fallschirm-Korps (subordinado ao LXXXIV Corpo de Exército)
- 2ª Divisão Panzer (parte)
- 3. Fallschirmjäger-Division
- 352ª Divisão de Infantaria + Kampfgruppe 275ª Divisão de Infantaria
- Fallschirmjäger-Regiment 6
- Kampfgruppe 265ª Divisão de Infantaria
- 17. SS-Panzergrenadier-Division “Götz von Berlichingen” (most)
- Kampfgruppe Hellmich (subordinado ao LXXXIV Corpo de Exército)
- 243ª Divisão de Infantaria
- 91ª Divisão de Infantaria
- 77ª Divisão de Infantaria
- 709ª Divisão de Infantaria
- Grenadier-Regiment 752
- LXXIV Corpo de Exército
- 266ª Divisão de Infantaria
- 353ª Divisão de Infantaria (in transit)
- XXV Corpo de Exército
- 265ª Divisão de Infantaria
- 275ª Divisão de Infantaria
- 343ª Divisão de Infantaria
- 2. Fallschirmjäger-Division (in transit)

15 de Julho de 1944
Á disposição do 7º Exército
- 2. Fallschirmjäger-Division
- II. Fallschirm-Korps
- 3. Fallschirmjäger-Division
- 352ª Divisão de Infantaria (restos)
- Kampfgruppe 266ª Divisão de Infantaria
- 353ª Divisão de Infantaria (parte)
- 243ª Divisão de Infantaria (parte)
- LXXXIV Corpo de Exército
- Panzer-Lehr-Division
- 5. Fallschirmjäger-Division (most)
- 17. SS-Panzergrenadier-Division “Götz von Berlichingen”
- Schnelle Brigade 30
- 2. SS-Panzer-Division “Das Reich”
- Gruppe König (Kommandeur 91ª Divisão de Infantaria): 77ª Divisão de Infantaria, 91ª Divisão de Infantaria (restos), Kampfgruppe 265ª Divisão de Infantaria, 353ª Divisão de Infantaria (maior parte)
- 243ª Divisão de Infantaria (maior parte)
- 319ª Divisão de Infantaria
- LXXIV Corpo de Exército
- 5. Fallschirmjäger-Division (parte)
- 266ª Divisão de Infantaria
- XXV Corpo de Exército
- 343ª Divisão de Infantaria
- 265ª Divisão de Infantaria

31 de Agosto de 1944
- II. Fallschirm-Korps
- 3. Fallschirmjäger-Division
- 5. Fallschirmjäger-Division
- 708ª Divisão de Infantaria
- 89ª Divisão de Infantaria
- 277ª Divisão de Infantaria
- 326ª Divisão de Infantaria
- LXXXIV Corpo de Exército
- 363ª Divisão de Infantaria
- Kampfgruppe 243ª Divisão de Infantaria
- 84ª Divisão de Infantaria
- 272ª Divisão de Infantaria
- XXV Corpo de Exército
- 265ª Divisão de Infantaria
- 343ª Divisão de Infantaria
- 2. Fallschirmjäger-Division (restos)
- 266ª Divisão de Infantaria (restos)

16 de Setembro de 1944
Á disposição do 7º Exércio
- 12ª Divisão de Infantaria (em trânsito)
- LXXXI Corpo de Exército
- 275ª Divisão de Infantaria
- 49ª Divisão de Infantaria (restos)
- Kampfgruppe 116ª Divisão de Infantaria + Panzer-Brigade 105
- Kampfgruppe 9ª Divisão Panzer
- LXXIV Corpo de Exército
- Kampfgruppe 347ª Divisão de Infantaria
- 3. Fallschirmjäger-Division
- Division Nr. 526
- I. SS-Panzerkorps
- Kampfgruppe 1. SS-Panzer-Division “Leibstandarte SS Adolf Hitler”
- 12. SS-Panzer-Division “Hitler Jugend”
- Kampfgruppe 2. SS-Panzer-Division “Das Reich”
- Kampfgruppe 2ª Divisão Panzer
- Kampfgruppe Division Nr. 172

28 de Setembro de 1944
- LXXXI Corpo de Exército
- 183. Volks-Grenadier-Division
- 49ª Divisão de Infantaria (restos)
- 246. Volks-Grenadier-Division
- 12ª Divisão de Infantaria
- 275ª Divisão de Infantaria
- LXXIV Corpo de Exército
- 353ª Divisão de Infantaria
- Kampfgruppe 347ª Divisão de Infantaria
- 89ª Divisão de Infantaria
- 348ª Divisão de Infantaria (restos)
- I. SS-Panzerkorps
  - 1. SS-Panzer-Division “Leibstandarte SS Adolf Hitler” (restos)
- 12. SS-Panzer-Division “Hitler Jugend” (restos)
- Kampfgruppe 2. SS-Panzer-Division “Das Reich” + Kampfgruppe 2ª Divisão Panzer
- Kampfgruppe Division Nr. 172
- LXXX Corpo de Exército
- Kampfgruppe Hauser (Panzer-Lehr-Division (parte))
- 36. Grenadier-Division
- Kampfgruppe 5. Fallschirmjäger-Division

13 de Outubro de 1944
À disposição do 7º Exército
- 3. Panzergrenadier-Division
- I Corpo Panzer SS
- 183. Volks-Grenadier-Division
- 49ª Divisão de Infantaria (restos)
- 116ª Divisão Panzer
- Panzer-Brigade 108
- LXXXI Corpo de Exército
- 246. Volks-Grenadier-Division
- 12. Volks-Grenadier-Division
- LXXIV Corpo de Exército
- 275ª Divisão de Infantaria
- 89ª Divisão de Infantaria
- Kampfgruppe 347ª Divisão de Infantaria
- LXVI Corpo de Exército
- 1. SS-Panzer-Division “Leibstandarte SS Adolf Hitler” (restos)
- 12. SS-Panzer-Division “Hitler Jugend” (restos)
- Kampfgruppe 2. SS-Panzer-Division “Das Reich”
- Kampfgruppe 2ª Divisão Panzer
- Kampfgruppe Division Nr. 172
- LXXX Corpo de Exército
- 353ª Divisão de Infantaria (restos)
- 36. VolksGrenadier Division

5 de Novembro de 1944
À disposição do 7º Exército
- LVIII Corpo Panzer (em transição)
- 272. Volks-Grenadier-Division
- 26. Volks-Grenadier-Division
- LXXIV Corpo de Exército
- 275ª Divisão de Infantaria
- 116ª Divisão de Infantaria
- 89ª Divisão de Infantaria
- 347ª Divisão de Infantaria
- LXVI Corpo de Exército
- 18. Volksgrenadier Division
- Kampfgruppe 91ª Divisão de Infantaria
- 2ª Divisão Panzer
- LXXX Corpo de Exército
- 353ª Divisão de Infantaria
- 36. Volks-Grenadier-Division

26 de Novembro de 1944
À disposição do 7º Exército
- LIII Corpo de Exército
- LXXXV. Armeekorps z.b.V.
- 2ª Divisão Panzer
- 116ª Divisão Panzer
- 276. Volks-Grenadier-Division (em trânsito)
- 352. Volks-Grenadier-Division (em trânsito)
- 326. Volks-Grenadier-Division
- LXXIV Corpo de Exército
- 275ª Divisão de Infantaria
- 344ª Divisão de Infantaria
- 89ª Divisão de Infantaria
- 272. Volks-Grenadier-Division
- 277. Volks-Grenadier-Division
- LXVI Corpo de Exército
- 18. Volks-Grenadier-Division
- 26. Volks-Grenadier-Division
- LXXX Corpo de Exército
- 353ª Divisão de Infantaria
- 212. VolksGrenadier Division

31 de Dezembro de 1944
À disposição do 7º Exército
- 11ª Divisão Panzer
- LIII Corpo de Exército
- 5. Fallschirmjäger-Division
- Führer-Grenadier-Brigade
- 9. Volks-Grenadier-Division
- LXXXV Corpo de Exército
- 79. Volks-Grenadier-Division
- 352. Volks-Grenadier-Division
- LXXX Corpo de Exército
- 276. Volks-Grenadier-Division
- 212. Volks-Grenadier-Division

21 de Janeiro de 1945
À disposição do 7º Exército
- 9. Volks-Grenadier-Division
- Panzer-Lehr-Division
- XXXXVII Corpo Panzer
- LII Corpo de Exército
- 276. Volks-Grenadier-Division
- 79. Volks-Grenadier-Division
- LXXX Corpo de Exército
- 352. Volks-Grenadier-Division
- 2ª Divisão Panzer
- 212. Volks-Grenadier-Division

1 de Março de 1945
À disposição do 7º Exército
- 246. Volks-Grenadier-Division (forming)
- LIII Corpo de Exército
- Kampfgruppe 326. Volks-Grenadier-Division
- 167. Volks-Grenadier-Division
- 340. Volks-Grenadier-Division
- XIII Corpo de Exército
- 79. Volks-Grenadier-Division + 276. Volks-Grenadier-Division (remnants)
- 2ª Divisão Panzer
- 352. Volks-Grenadier-Division + 9. Volks-Grenadier-Division (remnants)
- LXXX Corpo de Exército
- Kampfgruppe 560. Volks-Grenadier-Division
- 212. Volksgrenadier-Division

12 de Abril de 1945
À disposição do 7º Exército
- 6. SS-Gebirgs-Division “Nord”
- LXXXX Corpo de Exército
- Alarm-Einheiten
- LXXXV Corpo de Exército
- 11ª Divisão Panzer (restos)
- Kampfgruppe Generalleutnant Schroetter
- Stellvertretendes XII Corpo de Exército (Wehrkreis XII)
- Kampfgruppe von Berg
- 2ª Divisão Panzer
- LXXXII Corpo de Exército
- 36. Volks-Grenadier-Division + 256. Volks-Grenadier-Division (restos)
- 21. Flak-Division
- 416ª Divisão de Infantaria

30 de Abril de 1945
À disposição do 7º Exército
- 265ª Divisão Panzer (em transição)
- XII Corpo de Exército
- 347. Volksgrenadier Division
- Division Nr. 413
- Divisionsgruppe Bennicke
- Stellvertretendes XIII. Armeekorps (Wehrkreis XIII)
- 11ª Divisão Panzer
- Ersatz und Ausbildungs-Einheiten
- Pionier-Brigade 655
- LXXXV Corpo de Exército

## Membros Notáveis
Rudolf-Christoph Freiherr von Gersdorff (Ativo na resistência contra Hitler e também o único que em 1943 descobriu as covas do massacre Soviético de oficiais Poloneses na floresta de Katyn, episódio conhecido como Massacre de Katyn)